# Provincia de Pastaza
Pastaza es una de las veinticuatro provincias que conforman a la República del Ecuador, situada al nororiente del país, en la zona geográfica conocida como región amazónica. Su capital administrativa es la ciudad de Puyo, la cual además es su urbe más grande y poblada. Ocupa un territorio de unos 29.641,37 km², siendo la provincia más grande del país en cuanto a extensión. Limita al norte con Napo y Orellana; por el occidente con Tungurahua; por el sur con Morona Santiago, y por el este con las provincias de Datem del Marañón, Loreto y Maynas, pertenecientes al Perú.
En el territorio pastacense, habitan 111 915 personas, según el último censo (2022), siendo la tercera provincia menos poblada del país, detrás de Galápagos y Zamora Chinchipe. La provincia de Pastaza está constituida por cuatro cantones, con sus respectivas parroquias urbanas y rurales. Para fines administrativos, la provincia de Pastaza pertenecerá a una región comprendida también por las provincias de Chimborazo, Tungurahua y Cotopaxi, que se denomina Zona 3.
Es uno de los más importantes centros administrativos, económicos, financieros y comerciales de la Amazonía. Su economía se basa en el comercio, el turismo, la ganadería y la agricultura. Las mayores industrias de extracción de la provincia están conformadas por la maderera y agrícola (piscicultura, avicultura, etc.). La prestación de servicios en calidad de funcionarios, empleados públicos de la pequeña industria y manufactura siguen en importancia.
Las selvas pastazenses son cuna de siete nacionalidades indígenas de la región amazónica del Ecuador: los quichuas de la Amazonía, los andoas, los záparas, los huaoranis, los achuar, los shiwiar y los shuar. Tuvo distintos períodos migratorios provenientes de otros lugares, como los canelos. Durante la época colonial, la entidad máxima y precursora de la provincia sería el Gobierno de Quijos. Después de la guerra independentista y la anexión de Ecuador a la Gran Colombia, se crea la provincia de Chimborazo, el 25 de junio de 1824, en la que dentro de sus límites se encontraba el actual territorio pastazense, luego pasaría a ser parte de la gran provincia de Oriente, posteriormente pasaría a formar parte de la provincia de Napo Pastaza. El 10 de noviembre de 1959, se crea la décima octava provincia del país: la provincia de Pastaza.

## Historia
En 1671 el Padre Dominico Misionero Valentín Amaya, fundó el pueblo de Barrancas, junto al río Pindo Grande. Durante la época colonial, fue un sitio de descanso entre Baños y Canelos, para los misioneros, comerciantes y encomenderos. El continuo ataque de indígenas salvajes y lo inhóspito del lugar, hicieron que el poblado sea abandonado a inicios del siglo XIX.

### SigloXIX
Al iniciarse el siglo XIX, la región de Canelos estaba integrada en el territorio del Corregimiento de Ambato, jurisdicción establecida en 1797 dentro de la Presidencia de Quito, que en ese tiempo formaba parte del Virreinato de Nueva Granada. En 1802 el Rey Carlos IV de España expidió una Real Cédula para erigir la Comandancia General y el Obispado de Maynas, que debía abarcar también la Misión de Canelos, como parte del virreinato del Perú; este hecho daría origen posteriormente al conflicto limítrofe entre Ecuador y el Perú. Tras la independencia, el 23 de junio de 1824, el Senado y la Cámara de Representantes de la República de Colombia expidieron una Ley de División Territorial que organizaba el territorio de la Gran Colombia en doce departamentos. Cada Departamento comprendía provincias y cantones. La zona de Pastaza correspondía al cantón Macas de la Provincia de Chimborazo en el Departamento n.º 10 llamado Ecuador.

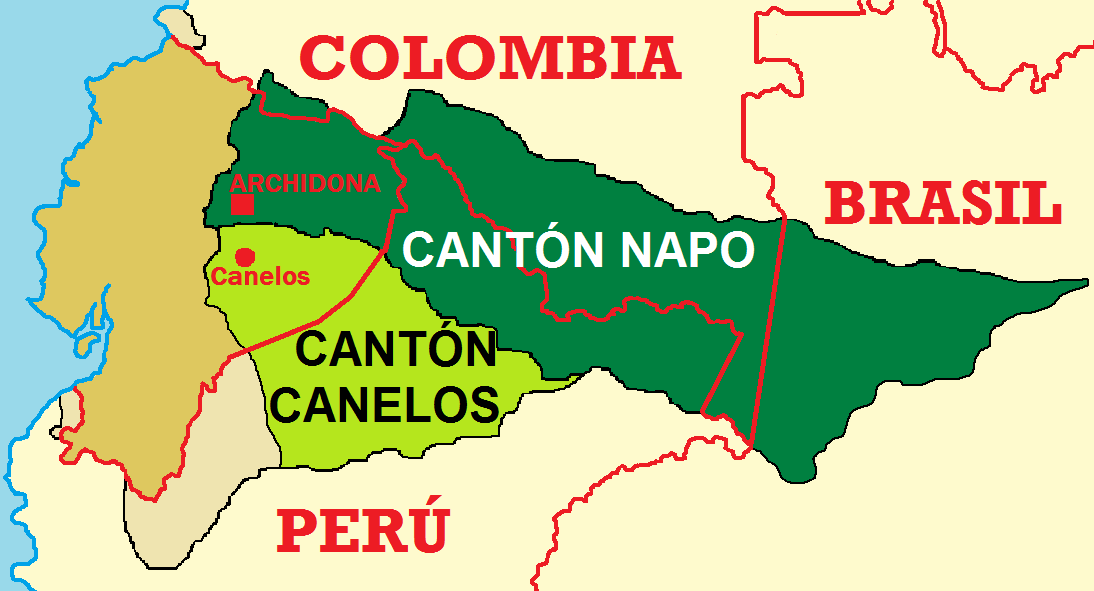
Provincia de Oriente en 1861.

Durante estos años el Oriente Ecuatoriano estuvo abandonado por los poderes centrales; la presencia de los misioneros disminuyó, incluso se interrumpió en varias ocasiones, más bien lo transitaban esporádicamente comerciantes, explotadores de oro y especerías de la Región, sobre todo, pieles, látex y la canela. El 29 de mayo de 1861, ya en el Ecuador independiente, la Convención Nacional dictó la Primera Ley sobre División Territorial que distribuía el País en quince provincias, una de ellas, "Oriente". -Desde entonces se identificó a los territorios amazónicos con ese nombre. Sin embargo, muchas jurisdicciones amazónicas quedaron aún adscritas a las provincias de la Sierra. Los cantones de Costa y Sierra se componían de parroquias; los del Oriente estaban integrados, además, por pueblos y territorios. La Provincia de Oriente constaba de los cantones Napo y Canelos. El cantón Canelos comprendía los pueblos de Canelos, Sarayaku, Lliquino, Andoas y las tribus Sapara y jíbara que integraban las misiones de Canelos. Durante el gobierno de Gabriel García Moreno en 1869, se creó el Vicariato de las Misiones Orientales que fue confiado a los jesuitas. En 1886, durante el Gobierno de Caamaño, ese Vicariato se dividió en cuatro Prefecturas Apostólicas, siendo confiadas las de Canelos y Macas a los dominicos. Debemos considerar que en aquel entonces el Gobierno del Ecuador investía a los misioneros de plena autoridad política y civil: una muestra de ello la tenemos en el reverendo Pedro Guerrero y Sosa, quien vino a Canelos en abril de 1887, y que además de misionero tenía el cargo de Jefe Político del cantón.
El 27 de marzo de 1897, por Ley de la Asamblea Nacional, sancionada por el presidente Eloy Alfaro el 14 de abril del mismo año, se creó la "Región de Oriente" y con este antecedente el mismo Eloy Alfaro en 1899, dicta la "Ley Especial de Oriente", dándole a la Región, un trato preferencial; pero como en la Ley anterior, varios territorios amazónicos continuaron perteneciendo a provincias de la Sierra. En esta ocasión el cantón Canelos pasó a pertenecer a la provincia de Tungurahua. Por lo anotado en los párrafos anteriores, se deja señalado que el origen de lo que hoy es Pastaza, nace en Canelos, pero como existía también desde 1775 un pueblo llamado de Infieles del Pastaza. Canelos más bien, con el paso del tiempo, fue perdiendo su calidad de Provincia y Cantón en las brumas de la "Leyenda del País de la Canela"; incluso se habla de que en Canelos, antes de la Fundación del P. Sebastián Rosero en 1624, existía un "pueblo viejo", llamado MAUKALLAKTA. Desde aquí, se fue poco a poco, perfilándose y consolidándose el espacio geográfico y administrativo, para dar paso luego al establecimiento del cantón Pastaza, el 13 de noviembre de 1911, y lamentablemente Canelos, desde allí, se vio reducido a simplemente una parroquia rural del cantón Pastaza.
Su capital actual, el Puyo, fue fundada el 12 de mayo de 1899 por el misionero Dominico Álvaro Valladares y nueve indígenas Canelos: El Capitán Palate o Eustaquio Illanes, Ignacio Vargas, Sebastián Illanes, Toribio Santi, y otros; quienes buscando un lugar de parada y descanso entre Baños y Canelos, encontraron el sitio apropiado cerca del Río Puyo, donde hoy es el Parque Central 12 de mayo.
Antes de esto, el misionero mandó a construir 3 chozas amplias en el mencionado lugar, ahí pusieron una cruz de madera y celebraron una misa, encomendando al pueblo a la Virgen María, que fue bautizado como de Nuestra Señora del Rosario de Pompeya de Puyo. Los primeros años, el nuevo pueblo fue habitado por indígenas nativos. Los comerciantes mestizos lo utilizaban como descanso en sus viajes entre Baños y Canelos.

### SigloXX

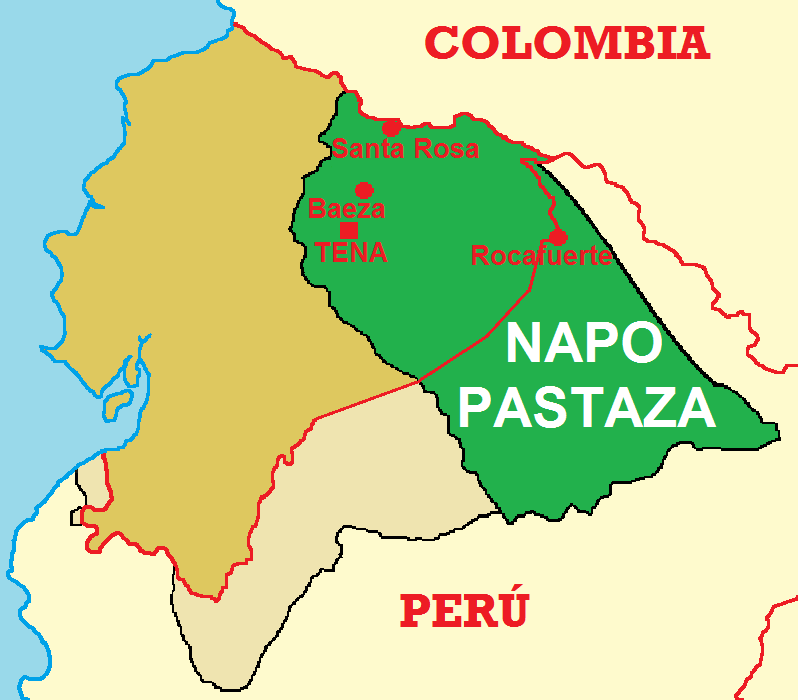
Provincia de Napo Pastaza en 1920.

A inicios del siglo XX, surgió un proyecto, para crear un ramal del Ferrocarril Trasandino, desde Ambato, hasta el Curaray; por tal motivo, fue enviada una expedición militar en 1904 para que recorra la ruta del proyecto. Esta expedición junto con las autoridades del lugar, fundaron la población de Mera, el 3 de julio de 1904, en la confluencia del río Allpayacu y el río Pastaza, eligiendo este lugar como campamento, pero también para crear una nueva población que permita la colonización de la zona. Los primeros colonos establecidos fueron: Segundo Villacrés, Nicolás Pérez, Nicolás Villamil, entre otros. Este primer poblado fue destruido por una tormenta el 6 de mayo de 1909. Luego de ello, los pobladores, se dispersaron, asentándose en diversos puntos de la zona; pero la mayoría se estableció en la parte alta.
En 1920 se faculta legalmente al Ejecutivo a dividir la Región Oriental en dos provincias. El Ministro del Interior, José Julio Andrade, divide políticamente al Oriente en dos provincias: Napo-Pastaza y Santiago-Zamora. A la Provincia de Napo-Pastaza, se le asigna las Jefaturas Políticas de Sucumbíos, Napo y Pastaza. En lugar de cantones se habla, en esta ocasión, de Jefaturas Políticas. La de Pastaza comprendía las parroquias Mera, Puyo que sería la Cabecera de la Jefatura, Canelos, Andoas, Saraya-ku, Río Tigre, Río Corrientes y Huasaga. Este Decreto se publicó en el Registro Oficial n.º 96 del 5 de enero de 1921. Una nueva Ley de División Territorial, expedida el 14 de agosto de 1925, además de varios límites provinciales, determina las jurisdicciones cantonales. Mantiene las mismas parroquias de la Ley anterior, pero pone a Canelos como cabecera cantonal. Al cantón Pastaza corresponde el territorio comprendido entre el divortium aquarium de la Cordillera Oriental de los Andes; el Curaray hasta la desembocadura en el Amazonas, aguas arriba hasta la desembocadura con el Pastaza; de este lugar aguas arriba hasta la desembocadura en el río Topo.
El 10 de noviembre de 1953, una nueva reforma a la Ley Especial de Oriente, determina la división de la Región en tres provincias, se mantiene la de Napo-Pastaza y se crean las de Morona Santiago y Zamora Chinchipe. Ese Decreto Legislativo fue publicado en el R.O. No 360, del 10 de noviembre de 1953, durante la Presidencia del Dr. José María Velasco Ibarra.
Posteriormente, una nueva reforma a la Ley Especial de Oriente, aprobada el 22 de octubre de 1959 y publicada el 10 de noviembre del mismo año, en el R.O. n.º 963, crea las provincias de Napo con su Capital Tena y la de Pastaza con su capital, Puyo. En la Presidencia de Camilo Ponce Enríquez.

#### Operación Auca
La operación Auca fue una tentativa de contacto de cinco misioneros evangélicos estadounidenses con los indígenas huaorani de la selva del Ecuador. Los huaorani o waorani (a quienes los quechuas llamaban peyorativamente awqa o auka: «salvajes» o «enemigos») eran una tribu aislada conocida por su violencia contra los extranjeros y colonos que ingresaban en su territorio. Con la intención de ser los primeros protestantes en evangelizar a los huaorani, los misioneros empezaron a hacer vuelos regulares sobre sus asentamientos en septiembre de 1955, soltando pequeños regalos, como cazuelas y botones, desde el aire. Tras varios meses durante los cuales intercambiaron regalos, el 2 de enero de 1956 los misioneros construyeron un campamento en «Palm Beach», una barra junto al río Curaray, a unas pocas millas de los asentamientos huaorani. Sin embargo, su obra evangelizadora terminó bruscamente el 8 de enero de 1956, cuando los cinco misioneros —Jim Elliot, Nate Saint, Ed McCully, Peter Fleming y Roger Youderian— fueron atacados y asesinados por un grupo de guerreros huaorani. El principal motivo de esta respuesta violenta ellos fue el descontento producido por las invasiones de los colonos.

## Geografía
Extensión: 	29 641,37 km². Ubicación: Se localiza al centro de la Región Amazónica Ecuatoriana entre las coordenadas geográficas 1°10 Latitud Sur y 78° 10 de Longitud Oeste; 2° 35 de Latitud Sur y 76° 40 de Longitud Oeste.
Límites: NORTE: Provincias de Napo y Orellana– SUR: Provincia de Morona Santiago – ESTE: Perú – OESTE: Provincias de Tungurahua y Morona Santiago.
Población: 61.412 habitantes.

### Clima
Su clima es cálido y húmedo. Su temperatura media está entre 18 °C y 24 °C.

## Gobierno y política

### Política
La estructura política de Pastaza está conformada por el Gobierno Autónomo Descentralizado Provincial de Pastaza, denominado comúnmente como «prefectura», la cual es una persona jurídica de derecho público que goza de autonomía política, administrativa y financiera, y ejerce las funciones ejecutivas, legislativas y de fiscalización dentro de la circunscripción territorial de la provincia. La sede de este gobierno seccional está en la ciudad de Puyo, en calidad de capital provincial.
El gobierno provincial está conformado por un prefecto, un viceprefecto y el consejo provincial. El prefecto es la máxima autoridad y representante legal de la función ejecutiva dentro de la provincia y es elegido en binomio junto al viceprefecto por votación popular en las urnas. El consejo provincial es el órgano de legislación y fiscalización del gobierno provincial, y está integrado por el prefecto -quien lo preside con voto dirimente-, el viceprefecto, los alcaldes de los cuatro cantones pastacenses, y representantes de los gobiernos de las parroquias rurales. En la actualidad el cargo de prefecto lo ejerce André Granda, elegido para el periodo 2023 - 2027. 
Paralelo al Gobierno Autónomo Descentralizado Provincial, el poder ejecutivo del presidente de la República está representado en la provincia por el gobernador. El cargo de gobernador es ocupado por un individuo designado por el presidente de la República, y puede durar en sus funciones indefinidamente mientras así lo decida el primer mandatario del país. Actualmente, el gobernador de la provincia es Guido Rolando Ramos.

### División administrativa

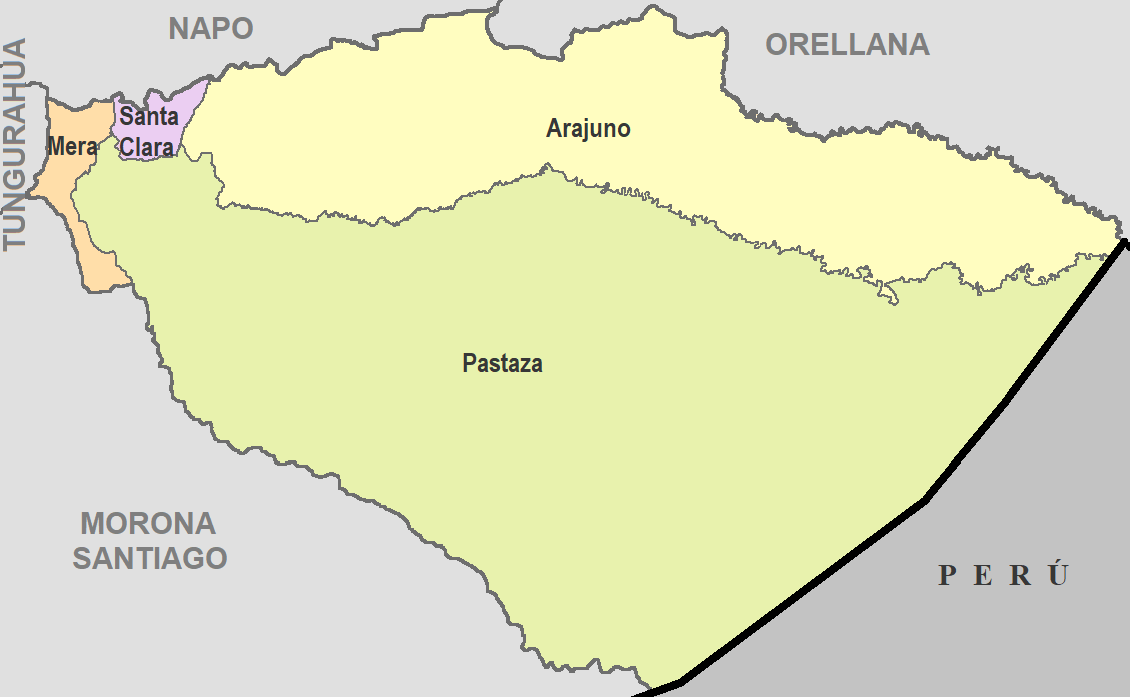
Cantones de Pastaza

Pastaza está dividida en cuatro cantones, que a su vez están conformados por parroquias, las cuales en total suman cuatro parroquias urbanas y 17 parroquias rurales. Cada uno de los cantones son administrados a través de un Gobierno Autónomo Descentralizado Municipal, los cuales son elegidos por la población de sus respectivos cantones. La responsabilidad de estos cantones es administrar las cortes judiciales regionales, realizar el mantenimiento de carreteras y autopistas, administrar los presupuestos del gobierno del estado para programas de asistencia social y económica, y administrar, en ciudades menores, infraestructuras tales como parques, facultades, distritos escolares y sistemas de saneamiento básico.
|  | Cantón      | Población (2022) | Área (km²) | Cabecera cantonal | Población (2022) |
|  | ----------- | ---------------- | ---------- | ----------------- | ---------------- |
|  | Arajuno     | 9553             | 8767       | Arajuno           | 2377             |
|  | Mera        | 15 087           | 520        | Mera              | 853              |
|  | Pastaza     | 82 754           | 19 727     | Puyo              | 33 325           |
|  | Santa Clara | 4521             | 311        | Santa Clara       | 1831             |

## Economía

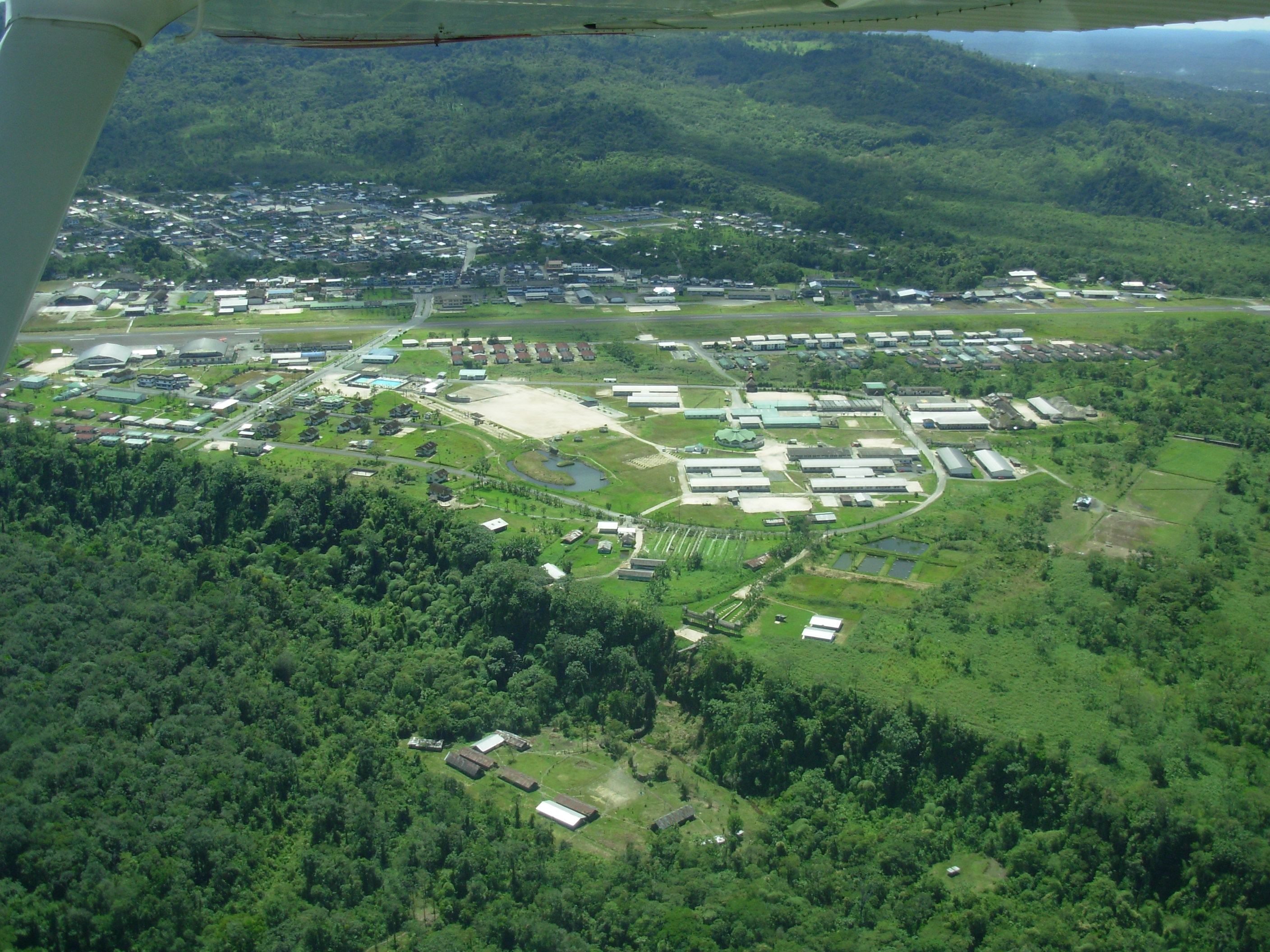
Aeropuerto Militar "Río Amazonas" y la parroquia "Shell"

El Puyo es el mayor centro económico y comercial de la provincia de Pastaza. Alberga grandes organismos financieros y comerciales del país. Su economía se basa en el comercio, el turismo y la agricultura. La selva cubre gran parte de este territorio, donde la densidad demográfica humana es baja. Estos territorios son habitados por indígenas que se dedican a la pesca fluvial, la caza, la recolección de cultivos tradicionales como la yuca, el café y el banano. En la actualidad, la población nativa es desplazada por parte de los colonos, reduciéndose así las comunidades.
Recursos Naturales: Cacao, Caña, plátano, banano, naranjilla, yuca, tabaco, té.
Actividad Económica: Agrícola y ganadera, madera contrachapada, té, licores y artesanías.
La provincia usa un pequeño aeropuerto que está situado en la población de Shell, a unos 10 kilómetros al oeste del Puyo. Aviones pequeños, privados y comerciales, salen diariamente a las pistas de aterrizaje pequeñas en la selva Amazónica, y ocasionalmente a Quito.

## Cultura
Una de las actividades que caracteriza a la parroquia de Veracruz es el concurso de cuerpos pintados, y la diversidad de gastronomía que brinda a todos sus habitantes. ahora representada por la unidad educativa que conlleva el emblema del mismo
- Fiestas Provinciales:

- 10 de noviembre de 1959 – Provincialización de Pastaza.
- 12 de mayo de 1899 – Fundación de El Puyo.
- 12 de febrero – Día del Oriente.

- Fiestas Folclóricas y Religiosas:

- 11 al 14 de mayo – Feria Agropecuaria Industrial de la Región Amazónica.
- Febrero – Carnaval Turístico.
- Septiembre – Mes del Turismo.

- Fiestas Cantonales:

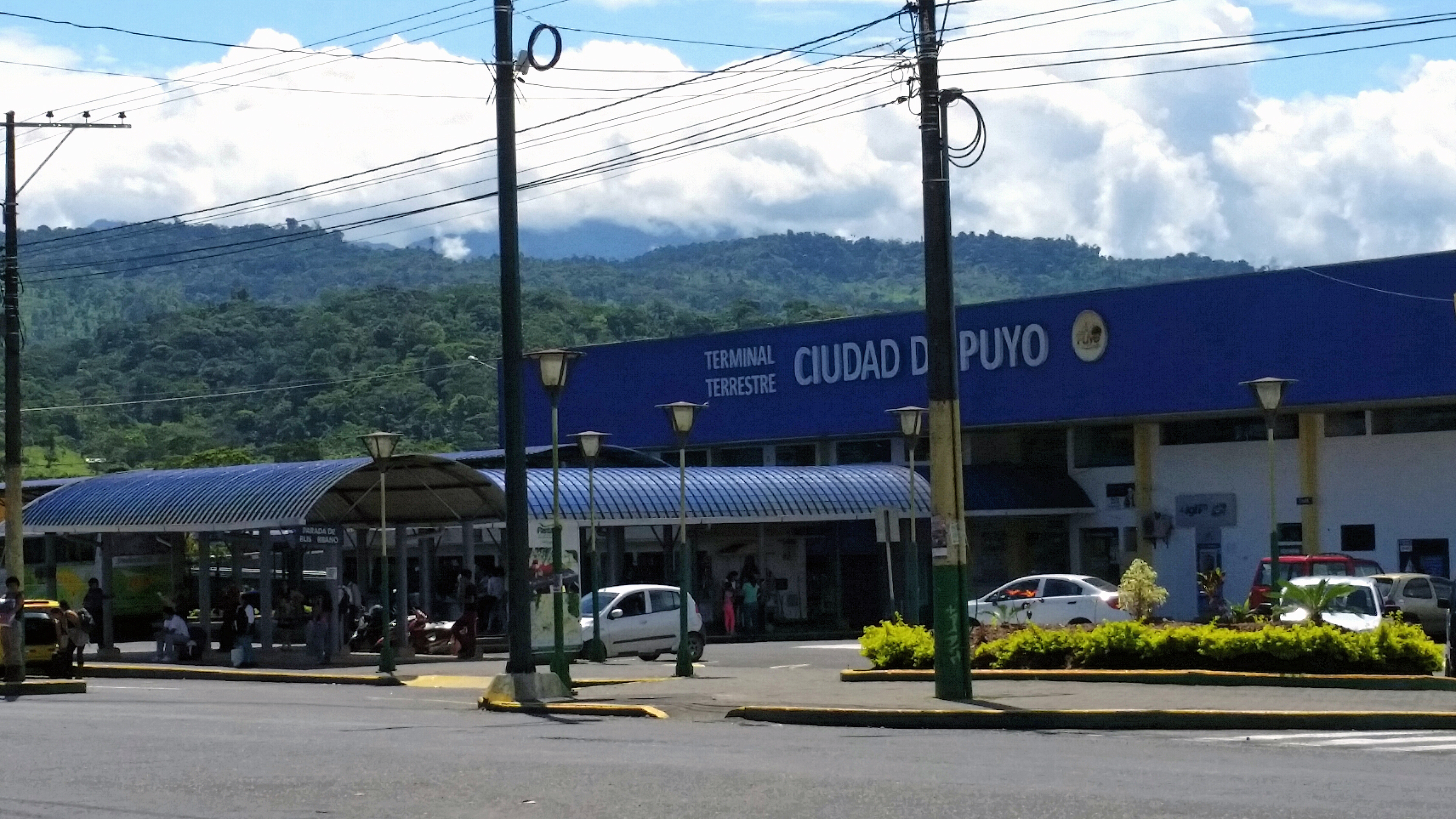
Terminal Terrestre "Ciudad de Puyo"

- 25 de julio de 1996 – Cantonización de Arajuno.
- 11 de abril de 1967 – Cantonización de Mera.
- 13 de noviembre de 1911 – Cantonización de Pastaza.
- 2 de enero de 1992 – Cantonización de Santa Clara.

## Deporte

### Juegos Olímpicos
En cuanto a los Juegos Olímpicos, se ha logrado para Ecuador por deportistas nacidos en Pastaza, una medalla de oro en Tokio 2020, la laureada fue la pesista Neisi Dajomes